# Городское поселение город Кологрив
Городско́е поселе́ние го́род Кологри́в — упразднённое муниципальное образование в Кологривском районе Костромской области.
Административный центр — город Кологрив.

## История
Городское поселение город Кологрив образовано 30 декабря 2004 года в соответствии с Законом Костромской области № 237-ЗКО, установлены статус и границы муниципального образования.
22 июня 2010 года в соответствии с Законом Костромской области № 626-4-ЗКО в состав городского поселения город Кологрив включено упразднённое Тодинское сельское поселение.
Законом Костромской области от 27 ноября 2018 года № 478-6-ЗКО были преобразованы, путём их объединения, Суховерховское сельское поселение и городское поселение город Кологрив — в городское поселение город Кологрив. На административном уровне границы Суховерховского поселения совпадали с границами муниципального образования городского поселения города Кологрива, административный центр поселения находится в деревне Суховерхово.
Законом Костромской области от 21 мая 2021 года № 90-7-ЗКО к 31 мая 2021 года упразднено в результате преобразования муниципального района в муниципальный округ.

## Население
| 2008  | 2010  | 2012  | 2013  | 2014  | 2015  | 2016  |
| ----- | ----- | ----- | ----- | ----- | ----- | ----- |
| 4162  | ↘3940 | ↘3917 | ↘3834 | ↘3725 | ↘3648 | ↘3601 |
| 2017  | 2018  | 2019  | 2020  |       |       |       |
| ↘3553 | ↘2955 | ↗3440 | ↗3651 |       |       |       |

## Состав городского поселения
| №  | Населённый пункт | Тип населённого пункта        | Население |
| -- | ---------------- | ----------------------------- | --------- |
| 1  | Березник         | деревня                       | ↗19       |
| 2  | Верхняя Унжа     | посёлок                       | ↗224      |
| 3  | Вокшево          | деревня                       | →0        |
| 4  | Ивтино           | деревня                       | ↘0        |
| 5  | Кологрив         | город, административный центр | ↘2468     |
| 6  | Судилово         | деревня                       | ↗181      |
| 7  | Тодино           | деревня                       | ↗319      |
| 8  | Урма             | деревня                       | →0        |
| 9  | Аверьяновка      | посёлок                       | ↗7        |
| 10 | Большая Чежма    | деревня                       | ↗86       |
| 11 | Герасимово       | деревня                       | ↗6        |
| 12 | Горка            | деревня                       | →0        |
| 13 | Екимцево         | посёлок                       | ↗56       |
| 14 | Иваново          | деревня                       | ↘2        |
| 15 | Козлово          | деревня                       | →0        |
| 16 | Красавица        | деревня                       | ↗1        |
| 17 | Лисицино         | деревня                       | ↗88       |
| 18 | Логутиха         | деревня                       | ↗1        |
| 19 | Малышино         | деревня                       | ↗1        |
| 20 | Павлово          | деревня                       | ↗1        |
| 21 | Починок          | деревня                       | ↘16       |
| 22 | Рапоново         | деревня                       | →0        |
| 23 | Рубцово          | деревня                       | →0        |
| 24 | Суховерхово      | деревня                       | ↗265      |
| 25 | Фёдорково        | деревня                       | ↘0        |
| 26 | Хмелёвка         | деревня                       | ↘2        |
| 27 | Шилекша          | деревня                       | ↗1        |
| 28 | Шлыково          | деревня                       | →0        |